# Chubbina
Chubbina es un género de foraminífero bentónico de la subfamilia Rhapydionininae, de la familia Rhapydioninidae, de la superfamilia Alveolinoidea, del suborden Miliolina y del orden Miliolida. Su especie tipo es Chubbina jamaicensis. Su rango cronoestratigráfico abarca desde el Campaniense hasta el Maastrichtiense (Cretácico superior).

## Clasificación
Chubbina incluye a las siguientes especies:
- Chubbina jamaicensis †
- Chubbina macgillavryi †

Otras especies consideradas en Chubbina son:
- Chubbina cardenasensis †
- Chubbina fourcadei †
- Chubbina pecheuxi †
- Chubbina philippsoni, de posición genérica incierta